# Кувшинов, Геннадий Анатольевич
Геннадий Анатольевич Кувшинов (5 мая 1965, Липецк — 22 октября 1997, Липецк) — сержант внутренней службы, пожарный в Липецке. Погиб при исполнении служебных обязанностей во время тушения пожара в жилом доме. Посмертно награждён орденом Мужества.

## Биография
Родился в 1965 году в Липецке. Служил в армии в железнодорожных войсках. С детства любил рисовать.
В 1989 году окончил художественно-графический факультет Липецкого государственного педагогического института.
С 1992 года пожарный пожарной части № 7 Управления пожарной охраны УВД администрации Липецкой области. Сержант внутренней службы.
22 октября 1997 года в 4 часа 55 мин. дежурный караул пожарной части № 7 прибыл на пожар в жилом доме N 13 по ул. Ленина Липецка. Горела квартира на 11 этаже. При проведении разведки звеном газодымозащитников, в составе которого находился сержант Кувшинов, произошла вспышка продуктов неполного сгорания. При спасении людей из огня Кувшинов погиб.
За мужество и героизм, проявленные при тушении пожара и спасении людей Кувшинов был посмертно награждён орденом Мужества.

## Память
В 1998 году часть улицы Московской города Липецка переименована в Проезд сержанта Кувшинова Г. А..
В 2011 году на доме № 91 по улице Московской, где проживал Кувшинов, установлена мемориальная доска герою-пожарному.
В 2011 году имя Геннадия Кувшинова выбито (среди ещё четырёх имён погибших липецких пожарных) на обелиске пожарным и спасателям, погибшим при исполнении служебного долга, расположенном на территории Главного управления МЧС России по Липецкой области.
Комната боевой славы школы № 65 города Липецка носит имя сержанта Кувшинова.